# Web.de
Web.de est un portail web ainsi qu'un moteur de recherche très populaire en Allemagne. Le site a été créé en 1995.
Le site Web.de est le onzième plus populaire en Allemagne selon le site Alexa.com en date de juillet 2011.[réf. souhaitée]
L'entreprise emploie plus de 600 employés, principalement en Allemagne.